# Huvudstadens GK
Huvudstadens Golfklubb är en golfklubb som tillhör Stockholms golfdistrikt och bedriver medlemsverksamhet på Lindö (Vallentuna, Lövsättra (norr om Brottby) och Riksten (söder om Tullinge).  Klubben är en av Sveriges största golfklubbar. Huvudstadens GK bildades 1997 med tanken att ha en anläggning i varje väderstreck runtom Stockholm. 
Golfklubben bedriver juniorverksamhet på Riksten och på Lindö.
Klubben har flera interna Tourer under säsongen. HGK Tour är för klubbens bästa spelare eftersom singel HCP är ett krav. HGK Senior Tour är för de  äldre där det också krävs ett bra  HCP och för alla  finns Fyrklövern.